# Módulo de Investigação (ISS)
O Módulo de Investigação Russo (RM na sigla em inglês) seria um módulo russo da Estação Espacial Internacional (ISS) destinado a pesquisa e experiências. Seria análogo ao Laboratório Destiny, da parte norte-americana da ISS.
A tragédia do Columbia, na missão STS-107, em 1º de fevereiro de 2003, ocasionou a suspensão dos voos, por mais de dois anos, dos ônibus espaciais e a revisão do plano de construção da ISS.
Em 2007 foi decidido que, devido ao contínuo problemas orçamentários, o último RM, ainda previsto para a ISS, seria cancelado também. Seu substituto é o Minimódulo de Pesquisa 1 lançado em 14 de maio de 2010, a bordo do ônibus espacial Atlantis, na missão STS-132.